# فرودگاه یادبود رالف ام. کالهون
 فرودگاه یادبود رالف ام. کالهون (به انگلیسی: Ralph M. Calhoun Memorial Airport) یک فرودگاه همگانی بهره‌برداری هوایی با کد یاتا TAL است که یک باند فرود شن دارد و طول باند آن ۱۳۴۱ متر است. این فرودگاه در کشور ایالات متحده آمریکا قرار دارد و در ارتفاع ۷۲ متری از سطح دریا واقع شده است.